# کرت فولر
کرت فولر (انگلیسی: Kurt Fuller؛ زاده ۱۶ سپتامبر ۱۹۵۳) یک هنرپیشه اهل ایالات متحده آمریکا است. وی از سال ۱۹۸۴ میلادی تاکنون مشغول فعالیت بوده‌است.
از فیلم‌ها یا برنامه‌های تلویزیونی که وی در آن نقش داشته است می‌توان به اسلج همر!، نیمه‌شب در پاریس، فیلم ترسناک، در جستجوی خوشبختی، سرزمین منجمد، آتش غرور، پسر جدید، چپاندن قوطی‌حلبی، زنده از بغداد، فیل، فوکوس خودکار، استوارت خانواده‌اش را نجات می‌دهد و نیا در بزن اشاره کرد.